# قوشچی (ارومیه)

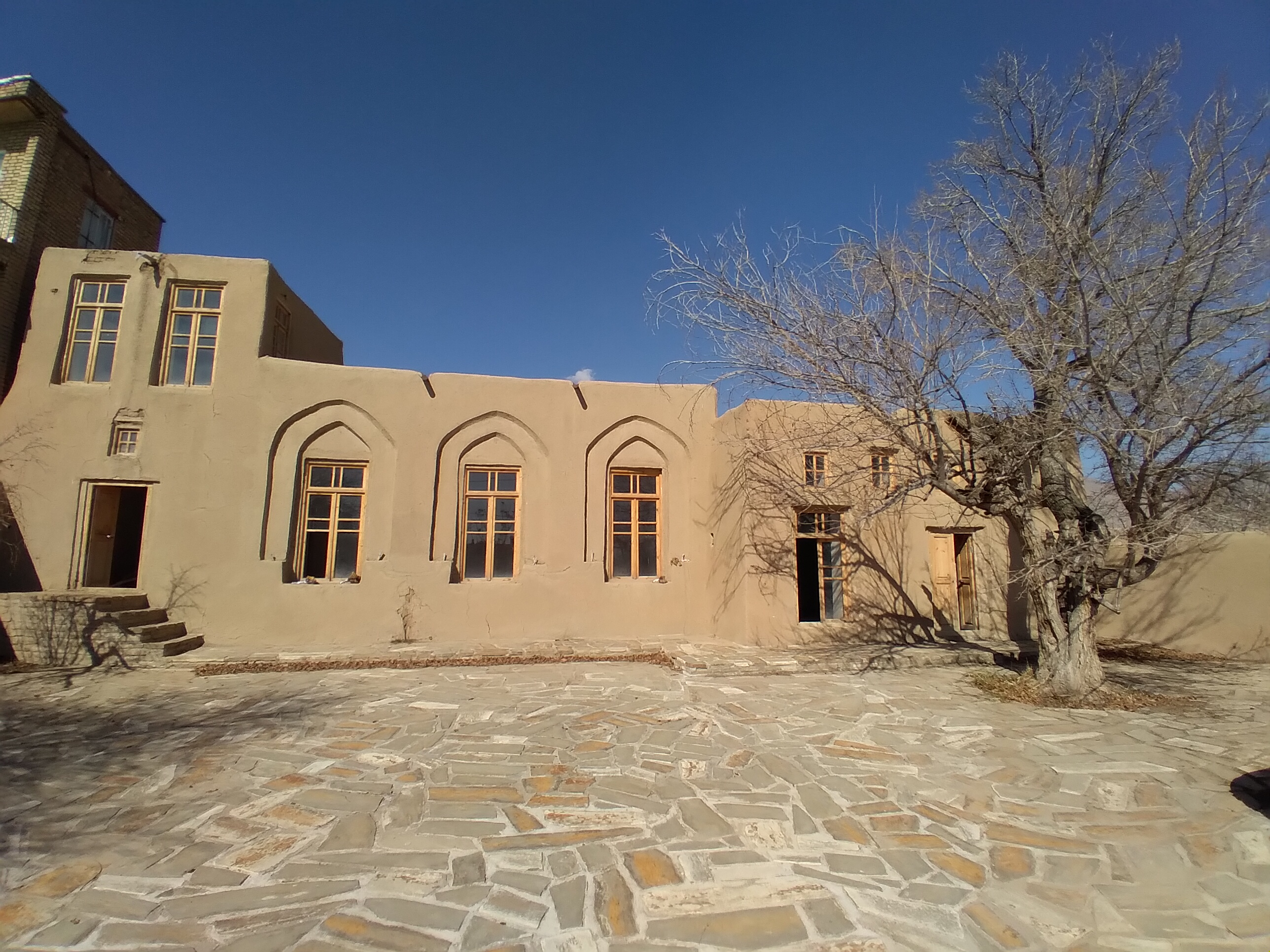

قوشچی (به ترکی: قوشچو) تنها شهر بخش انزل، شهرستان ارومیه در استان آذربایجان غربی ایران است. زبان مردم قوشچی زبان ترکی آذربایجانی است. در جلد چهارم کتاب «فرهنگ جغرافیائی ایران (آبادیها)» نیز زبان مردم قوشچی، ترکی آذربایجانی و مذهب آن‌ها شیعه ذکر شده‌است. اسم این شهر ترکی بوده و از کلمه قوش (Quş) به معنای پرنده و پسوند فاعل‌ساز چی/چو ساخته شده و از ترکی به فارسی نیز به صورت قوش‌باز و در همان معنا وارد شده‌است.

## جمعیت
قوشچی در فاصله حدود ۵۲ کیلومتری شمال غربی شهر ارومیه واقع شده‌است. قوشچی مرکز بخش انزل بوده و بر اساس سرشماری مرکز ملی آمار ایران در سال ۱۳۹۵، جمعیت آن ۲٬۷۸۷ نفر با ۹۳۵ خانوار می‌باشد. از کل جمعیت شهر در سال ۱۳۹۵ تعداد ۱٬۴۳۷ نفر مرد و ۱٬۳۵۰ نفر زن می‌باشند. به دلیل مهاجرت اهالی این شهر به شهرستان ارومیه جمعیت این شهر در ایام مختلف متغیر است. برای مثال در فصل تابستان، تعطیلات نوروز، تعطیلات آخر هفته (پنجشنبه‌ها و جمعه‌ها) و دیگر ایام تعطیل سال، جمعیت این شهر به بیش از ۶٬۰۰۰ نفر افزایش می‌یابد.
جمعیت مهاجر اهالی این شهر به قدری بوده که منطقه‌ای در ارومیه (۶۰ طناب) به منطقه قوشچولولار مشهور است، که اکثر اهالی مهاجر شهر قوشچی در این منطقه ساکن می‌باشند. یکی از جاذبه های دیدنی این شهر خانه تاریخی کاظم خان قوشچی است که در سال‌های اخیر توسط اداره کل میراث فرهنگی استان و همکاری های شهرداری و ... مورد مرمت و بازسازی قرار گرفته‌است.

## جایگاه
این شهر در کنار ساحل دریاچه ارومیه واقع شده و مجتمع تفریحی و گردشگری باری در مجاورت این شهر یکی از زیباترین و مدرن‌ترین مجموعه در نوع خود در کشور است دریاچه ارومیه در قسمت شرق و کوه ویریند و بی داغی و باری دره‌سی در شمال و روستای جمال آباد در جنوب قوشچی قرار دارد.

## افراد سرشناس
کاظم خان قوشچی